# Redectis vitrea
Redectis vitrea är en fjärilsart som beskrevs av Augustus Radcliffe Grote 1878. Redectis vitrea ingår i släktet Redectis och familjen nattflyn. Inga underarter finns listade.